# Gov't Mule
Gov’t Mule (lê-se "Government Mule") é uma banda de southern rock/jam formada em 1994 pelo guitarrista Warren Haynes e o baixista Allen Woody, da Allmann Brothers Band, que juntaram-se a Matt Abts, baterista. A ideia inicial era apenas um projeto paralelo ao Allman Brothers que revivesse os famosos power-trios das décadas de 60 e 70. A primeira apresentação da banda aconteceu em maio de 1994 no The Palamino, Hollywood, com um repertório que mesclava composições próprias com alguns covers que ganhavam uma roupagem totalmente diferente, característica que a banda preserva até hoje. Outra característica do Gov’t Mule é praticamente não repetir os sets dos shows, sempre apresentando uma novidade. Talvez por isso eles permitam que seus shows sejam gravados e ainda reservam um espaço do seu site oficial para que os fãs façam trocas dessas gravações.
Em 1995 lançam seu primeiro álbum (Gov’t Mule) gravado praticamente ao vivo no estúdio com exceção de alguns poucos over-dubs citados no encarte. Os shows passam a ser cada vez mais concorridos e, em 1996, lançam seu primeiro álbum ao vivo, “Live At Roseland Ballroom”. Ainda em 1996 vem ao Brasil para o Nescafé & Blues Festival, se apresentando em São Paulo, Rio de Janeiro e Porto Alegre.
No mesmo ano Warren Haynes é eleito pela segunda vez consecutiva “The Best Slide Guitarrist” pela Guitar Player americana. Em 1997 é lançado outro álbum de estúdio, “Dose” . Em 1999 é lançado outro ao vivo, desta vez duplo, “Live … With a Little Help From Our Friends”, gravado de uma apresentação em Atlanta. Como o show teve mais de 4 horas de duração (!), alguns fãs não ficaram totalmente satisfeitos e, por isso, foi lançado um box-set com a apresentação completa.
Em 2000 lançam o terceiro álbum de estúdio, “Life Before Insanity”. Porém, em agosto do mesmo ano, Allen Woody é encontrado morto na suíte de um hotel em New york por causas não divulgadas. Como a banda já se preparava para iniciar as gravações do próximo álbum, resolveram convidar vários baixistas para substituir Allen Woody. Em 2001 é lançado “Deep End- Part I” com participações de John Entwistle, Flea, Jack Bruce e Roger Glover entre outros. Em 2002 sai “Deep End- Part II”, agora com Chris Squire, Jason Newsted, Les Claypool etc. Finalmente, em 2003, foi gravado e filmado em New Orleans um show com mais de 5 horas de duração com diversos convidados. O resultado foi o lançamento de “Deepest End- Live In Concert” em cd duplo mais DVD mostrando o show completo, sendo metade em vídeo e metade em áudio. Em 2004 o Gov’t Mule apresenta seu novo line-up, com Andy Hess efetivado como baixista e agora com um tecladista, Danny Louis. Com esse time lançam o álbum “Déjà Voodoo”.

## Discografia
- 1995 – "Gov’t Mule"
- 1996 – "Live At Roseland Ballroom"
- 1997 – "Dose"
- 1999 – "Live … With a Little Help From Our Friends"
- 2000 – "Life Before Insanity"
- 2001 – "Deep End - Part I"
- 2002 – "Deep End - Part II"
- 2003 – "Deepest End - Live In Concert"
- 2004 – "Déjà Voodoo"
- 2006 - "High & Mighty"
- 2007 - "Mighty High"
- 2009 - "By a thread"
- 2013 - "Shout!"
- 2015 - "Dub Side Of The Mule"
- 2016 - "The Tel-Star Sessions"
- 2017 - "Revolution Come... Revolution Go"
- 2019 - "Bring On The Music / Live At The Capitol Theatre" Vols. 1-3
- 2021 - "Heavy Load Blues"
- 2023 - "Peace... Like a River"